# Mesosemia sifia
Espèce
Mesosemia sifia est une espèce d'insectes lépidoptères (papillons) appartenant à la famille des Riodinidae et au genre Mesosemia.

## Dénomination
Mesosemia sifia a été décrit par Jean-Baptiste Alphonse Dechauffour de Boisduval en 1836 sous le nom de Diophtalma sifia.

## Écologie et distribution
Mesosemia sifia est présent en Guyane, en Guyana, en Équateur et en Colombie.